# Konju
Konju est un village de la commune de Toila du comté de Viru-Est en Estonie.
Au 31 décembre 2011, il compte 158 habitants.